# Bílichov
Bílichov (dříve též Bilichov či Bělichov, německy Bilichau) je obec v okrese Kladno ve Středočeském kraji. Leží asi dvacet kilometrů severozápadně od Kladna a čtrnáct kilometrů západně od Slaného. Žije zde 213 obyvatel.

## Historie
První písemná zmínka o obci pochází z roku 1407.
V obci Bílichov (403 obyvatel) byly v roce 1932 evidovány tyto živnosti a obchody: hospodářské družstvo malozemědělců, paromláticí družstvo, 2 hostince, kovář, 2 krejčí, obuvník, pohřební ústav, pila, řezník, 3 obchody se smíšeným zbožím, tesařský mistr, trafika, truhlář, velkostatek Kinský.

## Obyvatelstvo
| Rok            | 1869 | 1880 | 1890 | 1900 | 1910 | 1921 | 1930 | 1950 | 1961 | 1970 | 1980 | 1991 | 2001 | 2011 | 2021 |
| -------------- | ---- | ---- | ---- | ---- | ---- | ---- | ---- | ---- | ---- | ---- | ---- | ---- | ---- | ---- | ---- |
| Počet obyvatel | 333  | 405  | 390  | 394  | 395  | 403  | 359  | 262  | 255  | 210  | 155  | 152  | 134  | 182  | 196  |
| Počet domů     | 60   | 74   | 77   | 82   | 77   | 78   | 81   | 83   | 76   | 69   | 55   | 86   | 92   | 101  | 102  |

## Obecní správa

### Územněsprávní začlenění
Dějiny územněsprávního začleňování zahrnují období od roku 1850 do současnosti. V chronologickém přehledu je uvedena územně administrativní příslušnost obce v roce, kdy ke změně došlo:
- 1850 země česká, kraj Praha, politický okres Rakovník, soudní okres Nové Strašecí[8]
- 1855 země česká, kraj Praha, soudní okres Nové Strašecí[8]
- 1868 země česká, politický okres Slaný, soudní okres Nové Strašecí[8]
- 1879 země česká, politický i soudní okres Slaný[9]
- 1939 země česká, Oberlandrat Kladno, politický i soudní okres Slaný[10]
- 1942 země česká, Oberlandrat Praha, politický i soudní okres Slaný[11]
- 1945 země česká, správní i soudní okres Slaný[12]
- 1949 Pražský kraj, okres Slaný[13]
- 1960 Středočeský kraj, okres Kladno[14]
- k 1. lednu 1980 Středočeský kraj, okres Kladno, obec Hořešovice[15]
- k 24. listopadu 1990 Středočeský kraj, okres Kladno[15]

### Obecní symboly
Znak a vlajka byly obci uděleny rozhodnutím předsedy Poslanecké sněmovny Parlamentu České republiky dne 11. dubna 2008.

## Doprava
- Silniční doprava – Do obce vede silnice III. třídy. Ve vzdálenosti čtyři kilometry lze najet na silnici I/7 v úseku Slaný - Louny.

- Železniční doprava – Železniční trať ani stanice na území obce nejsou. Nejblíže obci je železniční stanice Klobuky v Čechách ve vzdálenosti 8 km ležící na trati 110 z Kralup nad Vltavou a Slaného do Loun.

- Autobusová doprava – Do obce zajížděla v červnu 2011 autobusová linka Slaný - Líský (6 spojů tam, 4 spoje zpět). Od srpna 2019 dopravu v obci v pracovních dnech zajišťovala linka 589 Slaný - Hořešovice - Líský zapojená do PID, která od listopadu 2020 jezdí v úseku Kvílice - Hořešovice - Líský (1 školní spoj z Kvílic a zpět, 10 spojů z Hořešovic a zpět) a návazností na linku 389 Praha, Nádraží Veleslavín - Slaný - Hořešovice - Louny zajišťuje spojení do Slaného a Prahy (u 6 spojů z Hořešovic a 5 zpět je garantovaný přestup a 5 spojů tam i zpět mění číslo linky bez přestupu). (dopravce ČSAD Slaný, s.r.o. a ČSAD Česká Lípa, a.s.).[17]

## Pamětihodnosti
- Kaple
- Výklenková kaplička

Obec leží v Přírodním parku Džbán, na jejím lesnatém katastru se nachází několik maloplošných chráněných území:
- Evropsky významná lokalita Bílichovské údolí
- Evropsky významná lokalita Smradovna
- Přírodní památka Smradovna
- Národní přírodní památka Bílichovské údolí
- Národní přírodní památka Cikánský dolík
- Přírodní památka Na Pilavě

## Vodstvo
Bílichovským údolím a obcí protéká Zlonický potok, na kterém je soustava čtyř rybníků: (proti proudu) Velký bílichovský rybník a Malý bílichovský rybník se známkami zanedbané údržby a zrekonstruované Druhý a Třetí rybník. Povrchové vody větší části zastavěného území obce odvodňuje bezejmenný levobřežní přítok Zlonického potoka, na jehož počátku byla zbudována požární nádrž.
Severní částí katastru obce ještě protékají Zichovecký a Samotínský potok.